# 池月駅
池月駅（いけづきえき）は、宮城県大崎市岩出山池月字下宮白山（しもみやはくさん）にある、東日本旅客鉄道（JR東日本）陸羽東線の駅である。

## 歴史
- 1914年（大正3年）4月19日：開業[3]。
- 1971年（昭和46年）11月30日：小口扱い貨物および荷物の扱いを廃止[4]。出改札無人駅化[5]。運転要員のみの配置となる（簡易委託化）[6]。
- 1983年（昭和58年）3月7日：CTC化により、完全無人化。
- 1987年（昭和62年）4月1日：国鉄分割民営化により、東日本旅客鉄道（JR東日本）の駅となる[3]。
- 2024年（令和6年）10月1日：えきねっとQチケのサービスを開始[1][7]。

## 駅構造
島式ホーム1面2線を有する地上駅である。駅舎とホームは構内踏切で連絡している。旧貨物ホーム跡が残っている。
小牛田統括センター（古川駅）管理の無人駅で、駅舎内に乗車駅証明書発行機が設置されている。

### のりば
| ホーム | 路線      | 方向 | 行先               |
| ------ | --------- | ---- | ------------------ |
| 駅舎側 | ■陸羽東線 | 下り | 鳴子温泉・新庄方面 |
| 反対側 | ■陸羽東線 | 上り | 古川・小牛田方面   |

※案内上の番線番号は設定されていない。

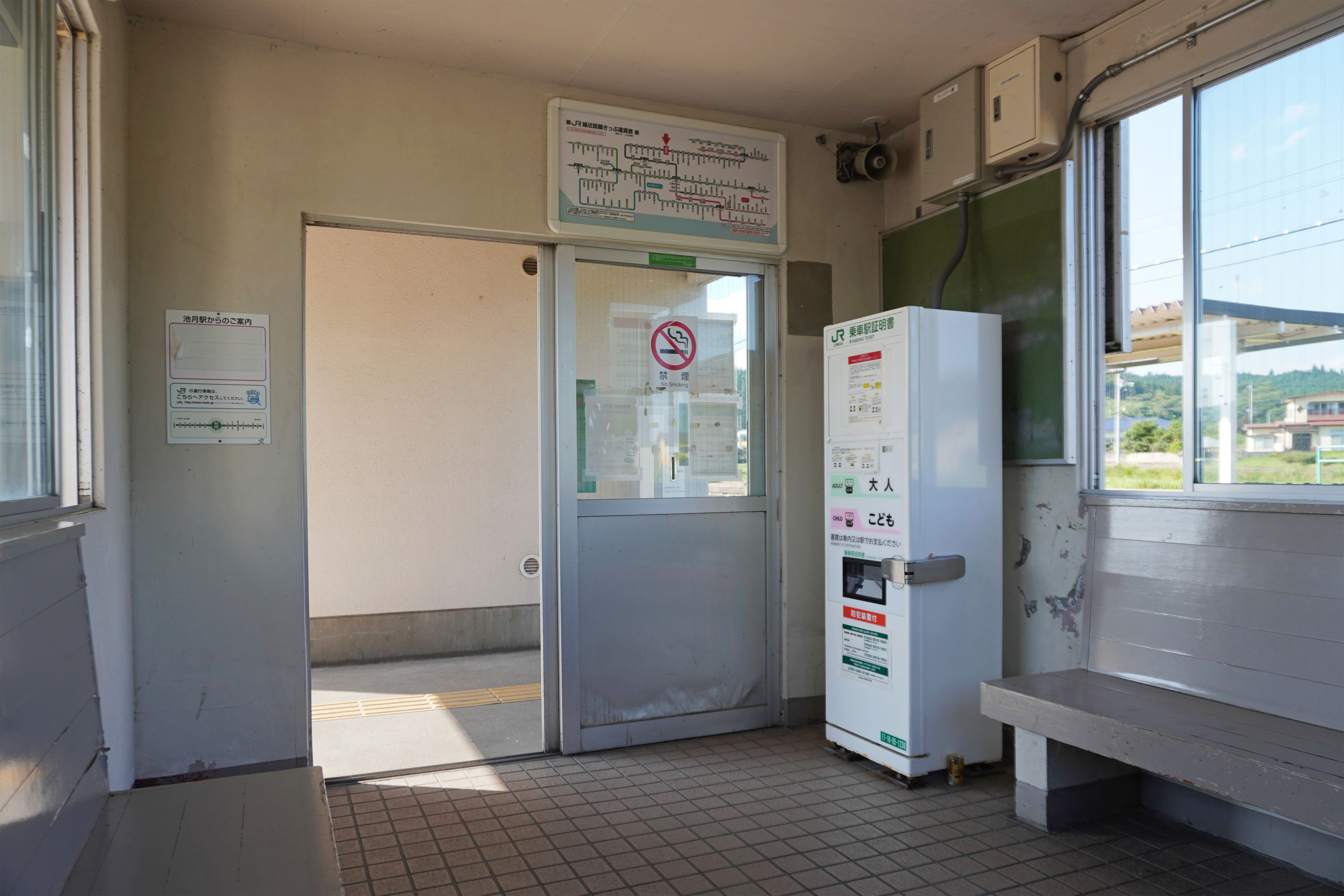
駅舎内（2023年7月）
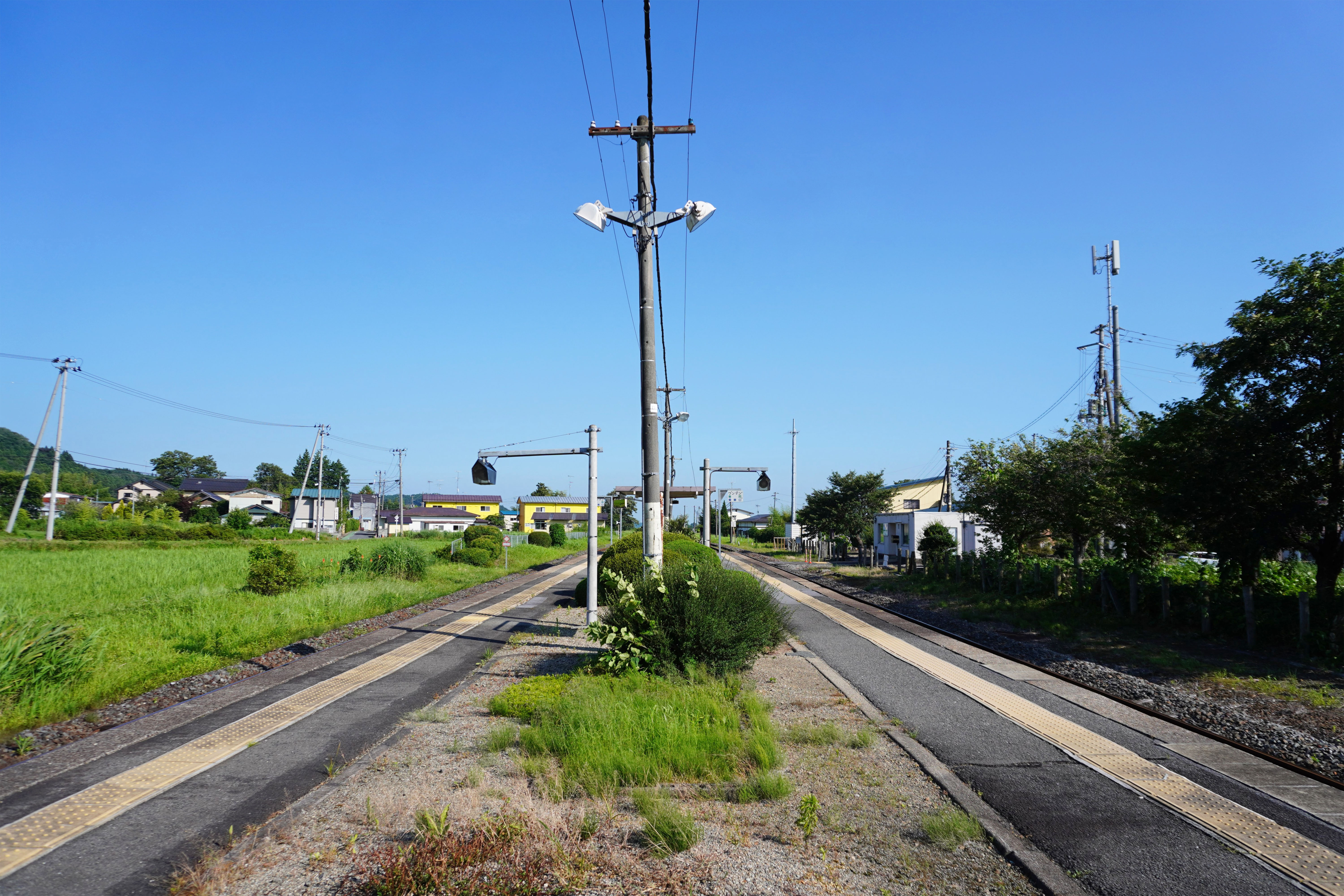
ホーム（2023年7月）
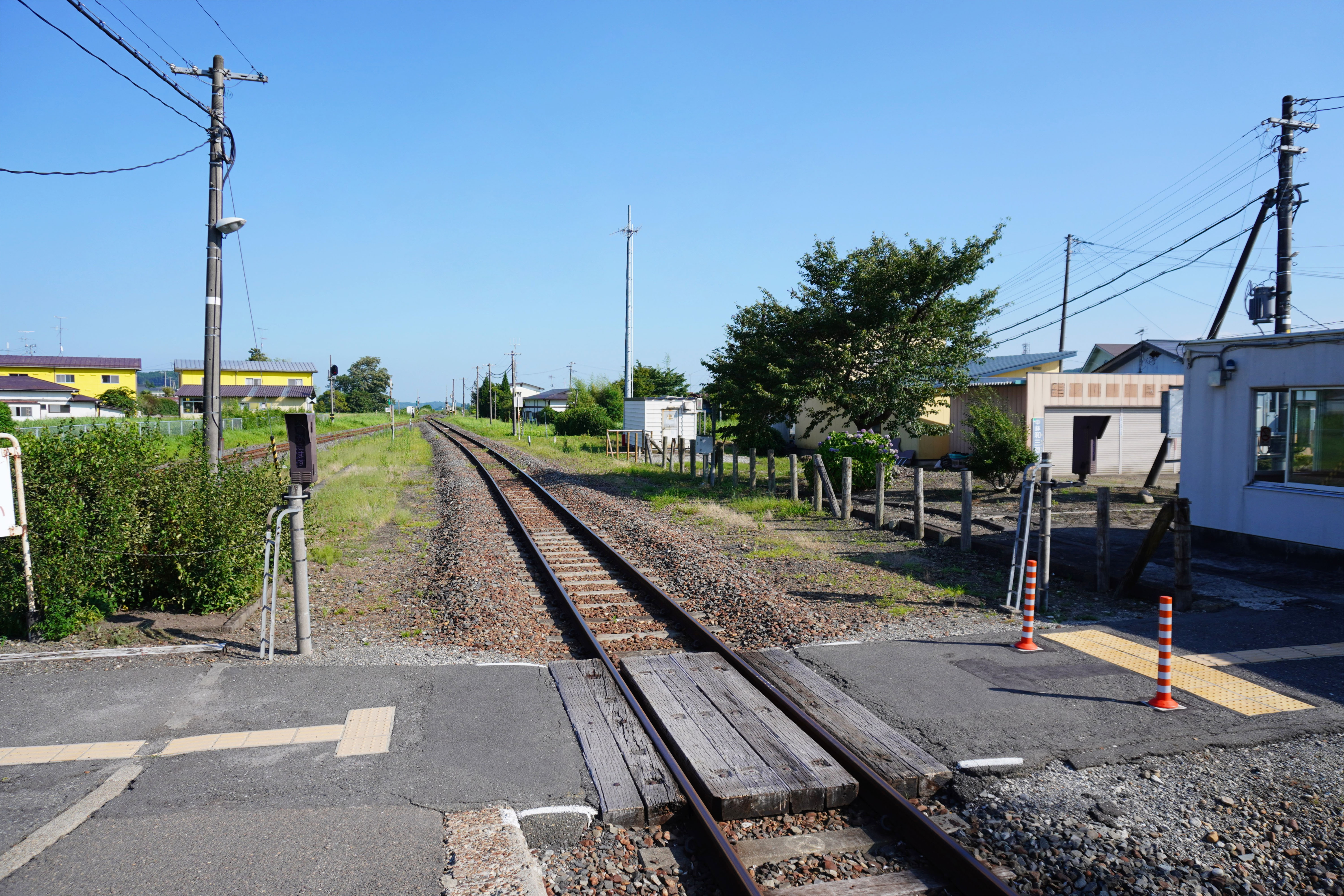
構内踏切（2023年7月）

## 駅周辺
住宅はある程度存在する。
- 国道47号
- 国道457号
- あ・ら・伊達な道の駅
- 池月郵便局
- 鳴子警察署池月駐在所

## 隣の駅
東日本旅客鉄道（JR東日本）
■陸羽東線
上野目駅 - 池月駅 - 川渡温泉駅